# Sampih (Susukanlebak)
Sampih is een bestuurslaag in het regentschap Cirebon van de provincie West-Java, Indonesië. Sampih telt 2757 inwoners (volkstelling 2010).